# Manihot anomala
Manihot anomala är en törelväxtart som beskrevs av Johann Baptist Emanuel Pohl. Manihot anomala ingår i släktet Manihot och familjen törelväxter.

## Underarter
Arten delas in i följande underarter:
- M. a. anomala
- M. a. cujabensis
- M. a. glabrata
- M. a. pavoniana
- M. a. pubescens